# Editta di Wilton
Santa Editta di Wilton (nota in inglese come Edith, in antico inglese come Eadgyth o Editha e in latino come Ediva; Kemsing, 961 – Wilton, 15 settembre 984) è stata una monaca cristiana inglese, una delle figlie del re Edgardo, detto Il Pacifico. Dopo la sua morte venne venerata come santa.
La storia della sua vita è narrata da Gozzelino di San Bertino. Ella era figlia illegittima di Edgardo il Pacifico, nata da una certa Vulfrida, o Wulfthryth, nobildonna che Edgardo strappò a forza dal convento di Wilton. Egli la portò alla sua casa di Kemsing, presso Sevenoaks, dove Editta nacque. Sotto la direzione di san Dunstano, Edgardo fece penitenza per il suo atto rinunciando ad indossare la corona per sette anni. Non appena Vulfrida poté sfuggire ad Edgardo, tornò a Wilton portando con sé Editta.

## Biografia
Editta venne cresciuta dalle monache dell'abbazia di Wilton, dove sua madre era divenuta badessa. Trovandosi non lontano dalla residenza reale di Wilton, una parte dell'attività istituzionale dell'abbazia era dedicata alla formazione delle giovani fanciulle, che vi risiedevano come in un moderno collegio scolastico.
Ella prese il velo molto presto, con il consenso del padre. Questi le offrì, mentre era ancora una bambina, di farla badessa di tre diverse comunità monastiche, ma lei scelse di rimanere con la madre a Wilton. Il padre morì nel 975.
Nel 979 Editta sognò di aver perso il suo occhio destro ed interpretò questo sogno come un avvertimento della morte del fratellastro re Edoardo II d'Inghilterra, che infetti venne assassinato proprio in quel periodo mentre si recava a far visita alla matrigna, la regina Alfrida, al castello di Corfe nel Dorset.
In alcuni scritti si afferma che ad Editta fosse stata offerta la corona d'Inghilterra da alcuni nobili che avevano sostenuto il di lei fratello Edoardo contro il loro giovane fratellastro Etelredo, detto lo Sconsigliato, ma lei avrebbe rifiutato l'offerta. Nonostante il suo rifiuto di onori e potere, ella si vestiva sempre con grande magnificenza, e Guglielmo di Malmesbury conferma che ella vestiva abiti lussuosi e dorati. Quando fu rimproverata per questo da Etelvaldo, vescovo di Winchester, ella rispose che il giudizio di Dio, il solo che penetrava fra le apparenze esteriori, era l'unico vero ed infallibile, aggiungendo:
(Editta di Wilton)
Ella fece costruire a Wilton una chiesa dedicata a San Dionigi. San Dunstano fu invitato alla consacrazione e pianse a lungo durante la Messa. Alla richiesta del motivo, rispose che aveva pianto poiché Editta sarebbe deceduta entro tre settimane. Ciò si dimostrò esatto, poiché ella morì il 15 settembre 984, il che fa pensare che Editta fosse già gravemente ammalata.
La sua salma fu inumata nella nuova chiesa di San Dionigi.

## Santità
Editta fu ampiamente celebrata per la sua cultura, la sua bellezza e la sua santità, e piccoli miracoli vennero descritti poco dopo la sua morte.
Una settimana dopo la morte, ella apparve in Gloria alla madre, dicendole che il demonio aveva cercato di accusarla ma lei gli aveva rotto la testa. Gozzelino narra che tredici anni dopo ella apparve a san Dunstano e ad altri, per dire loro che il suo cadavere giaceva incorrotto nella tomba. Egli afferma che Dunstano aprì la tomba, in presenza della di lei madre e che «…un fragrante profumo diede il respiro del Paradiso.» In ogni caso la datazione è dubbia, poiché Dunstano morì solo quattro anni dopo la morte di Editta. È stato suggerito che Gozzelino abbia deciso di enfatizzare la memoria di Editta associando san Dunstano alla sua traslazione.
Dopo la sua inumazione e la seguente riapertura del sepolcro, il pollice di Editta venne scorporato, divenendo un'importante reliquia.
Editta fu elevata all'onore degli altari su iniziativa del fratello Etelredo e la sua causa venne anche sostenuta dal nipote Edmondo Ironside. Più sorprendentemente, il successore di Edmondo, Canuto il Grande, era rinomato per la devozione ad Editta. Gozzelino narra che una volta, mentre Canuto stava attraversando il Mare del Nord con la sua flotta diretto in Danimarca, fu sorpreso da una terribile tempesta: temendo per la propria vita, Canuto si rivolse ad Editta e la tempesta si placò. Al suo ritorno in Inghilterra, Canuto visitò Wilton per ringraziare la santa del suo salvataggio «…con solenni doni, e diede testimonianza di questo gran miracolo con molte altre persone», ordinando quindi che uno scrigno d'oro per la santa fosse posto a Wilton.
Editta divenne il punto focale di maggior culto a Wilton ed anche una santa d'importanza nazionale.
Gozzelino scrisse la sua agiografia con il titolo Vita Edithe, verso il 1080. La comunità di Wilton, nel volerla come santa patrona, la ricordava come una donna regale che si era dedicate alla sua protezione Nel suo Liber Confortatorius, Gozzelino scrisse che egli spesso pensava ad Editta e ne sentiva la presenza.
Tre chiese furono certamente dedicate ad Editta, una a Baverstock vicino a Wilton,
un'altra a Bishop Wilton nello Yorkshire ed una terza a Limpley Stoke nello Wiltshire.
Nel XVI secolo, dopo quasi cinquecento anni, la terza di queste chiese fu ridedicata a Santa Maria, ma le altre due sono ancora dedicate a Santa Editta. Comunque altre diciotto chiese in Inghilterra sono dedicate ad una non meglio specificata St Edith e si suppone che la maggior parte di esse riguardino proprio santa Editta di Wilton.
The Calendar of the Anglican Church commenta: «Ci sono ventun chiese in Inghilterra dedicate al suo nome, otto delle quali nel Lincolnshire e tre nel Warwickshire. È ora impossibile assegnarle alle rispettive sante, specialmente per le due situate nella stessa contea; la santa che Guglielmo di Malmesbury cita con il massimo onore era Editta di Wilton, la cui festa era a suo tempo celebrata in numerose parti del regno con grande solennità; probabilmente la maggior parte di queste chiese, se non tutte, sono a lei dedicate.»
L'abbazia di Wilton stessa prese il suo nome ed è citata tipicamente nel tardo medioevo come «…il convento della casa e chiesa di santa Editha of Wilton» o come «…il monastero di santa Maria e santa Editha of Wilton»
La memoria liturgica di Editta cade il 16 settembre, giorno successivo all'anniversario del suo decesso. È stato anche considerato il 15 settembre, medesimo giorno anniversario del suo decesso.

## Emblema
Il suo sigillo sopravvive. Datato nel periodo dal 975 al 984, contiene un suo ritratto che la rappresenta in piedi con una mano levata ed un libro nell'altra. La scritta la identifica come regalis adelpha (sorella regale), un riferimento sia al suo stato di monaca che al suo essere sorella di re. Il manico della matrice contiene una ricca decorazione di acanto ed il sigillo è il solo rimasto del periodo anglo-sassone di questa fattura.

## Ascendenza
|                         |   |                | Genitori          |  |  | Nonni |  |  | Bisnonni           |  |  | Trisnonni         |  |
|                         |   |                |                   |  |  |       |  |  | Edoardo il Vecchio |  |  | Alfredo il Grande |  |
|                         |   |                |                   |  |  |       |  |  | Edoardo il Vecchio |  |  | Alfredo il Grande |  |
|                         |   | Ealhswith      |                   |  |  |       |  |  | Edoardo il Vecchio |  |  |                   |  |
| Edmondo I d'Inghilterra |   |                |                   |  |  |       |  |  | Edoardo il Vecchio |  |  |                   |  |
|                         |   | Edgiva di Kent | Sigehelm del Kent |  |  |       |  |  |                    |  |  |                   |  |
|                         |   | Edgiva di Kent | Sigehelm del Kent |  |  |       |  |  |                    |  |  |                   |  |
|                         |   | Edgiva di Kent | …                 |  |  |       |  |  |                    |  |  |                   |  |
| Edgardo d'Inghilterra   |   | Edgiva di Kent |                   |  |  |       |  |  |                    |  |  |                   |  |
|                         |   | …              | …                 |  |  |       |  |  |                    |  |  |                   |  |
|                         |   | …              | …                 |  |  |       |  |  |                    |  |  |                   |  |
|                         |   | …              | …                 |  |  |       |  |  |                    |  |  |                   |  |
| Elgiva di Shaftesbury   |   | …              |                   |  |  |       |  |  |                    |  |  |                   |  |
|                         |   | …              | …                 |  |  |       |  |  |                    |  |  |                   |  |
|                         |   | …              | …                 |  |  |       |  |  |                    |  |  |                   |  |
|                         |   | …              | …                 |  |  |       |  |  |                    |  |  |                   |  |
| Editta di Wilton        |   | …              |                   |  |  |       |  |  |                    |  |  |                   |  |
|                         | … | …              |                   |  |  |       |  |  |                    |  |  |                   |  |
|                         | … | …              |                   |  |  |       |  |  |                    |  |  |                   |  |
|                         | … | …              |                   |  |  |       |  |  |                    |  |  |                   |  |
| …                       | … |                |                   |  |  |       |  |  |                    |  |  |                   |  |
|                         |   | …              | …                 |  |  |       |  |  |                    |  |  |                   |  |
|                         |   | …              | …                 |  |  |       |  |  |                    |  |  |                   |  |
|                         |   | …              | …                 |  |  |       |  |  |                    |  |  |                   |  |
| …                       |   | …              |                   |  |  |       |  |  |                    |  |  |                   |  |
|                         |   | …              | …                 |  |  |       |  |  |                    |  |  |                   |  |
|                         |   | …              | …                 |  |  |       |  |  |                    |  |  |                   |  |
|                         |   | …              | …                 |  |  |       |  |  |                    |  |  |                   |  |
| …                       |   | …              |                   |  |  |       |  |  |                    |  |  |                   |  |
|                         |   | …              | …                 |  |  |       |  |  |                    |  |  |                   |  |
|                         |   | …              | …                 |  |  |       |  |  |                    |  |  |                   |  |
|                         |   | …              | …                 |  |  |       |  |  |                    |  |  |                   |  |
|                         |   | …              |                   |  |  |       |  |  |                    |  |  |                   |  |